# 同乐
同乐（1993年4月29日—），男，江苏南京人，中国足球运动员，现在效力于中国足球超级联赛俱乐部北京国安，司职中场。

## 俱乐部生涯
同乐在北京国安梯队接受足球训练，2012年入选北京国安梯队球员组成的北京青年参加2012年中国足球乙级联赛。他在2012赛季出场20次，射进2球。2013年1月，同乐被北京国安的新任主教练斯塔诺耶维奇提升进入一线队。